# Klaus Wolf (Germanist)
Klaus Wolf (* 3. August 1965 in Augsburg) ist ein deutscher Germanist und Lehrprofessor für germanistische Mediävistik (Deutsche Sprach- und Literaturwissenschaft des Mittelalters) an der Universität Augsburg und wissenschaftlicher Publizist.

## Biographie
Nachdem Wolf 1985 am Deutschherren-Gymnasium in Aichach das Abitur abgelegt hatte, studierte er nach dem Ende seines Grundwehrdienstes bis 1993 Germanistik und katholische Theologie in seiner Geburtsstadt Augsburg. Sein Studium schloss er mit dem Staatsexamen ab. 
Von 1994 bis 1998 war er als Wissenschaftlicher Mitarbeiter von Johannes Janota am Lehrstuhl für Deutsche Literatur und Sprache des Mittelalters an der Universität Augsburg tätig. Im Jahr 1998 promovierte Wolf mit einer Dissertation, die mit Summa cum laude bewertet wurde, zum Doktor philosophiæ. Seine Doktorarbeit trug den Titel Kommentar zur Frankfurter Dirigierrolle und zum Frankfurter Passionsspiel und brachte ihm 1999 den Universitätspreis der Augsburger Universitätsstiftung ein. Am 9. Februar 2005 folgte seine Habilitation im Fach Mediävistik mit der Habilitationsschrift Hof – Universität – Laien. Literatur- und sprachgeschichtliche Untersuchungen zum deutschen Schrifttum der Wiener Schule des Spätmittelalters.
2010 folgte er einem Ruf an die Ruprecht-Karls-Universität Heidelberg und wurde W2-Hochschuldozent am Germanistischen Seminar. Am 1. Oktober 2012 kehrte er als W2-Lehrprofessor für Deutsche Literatur und Sprache des Mittelalters und der Frühen Neuzeit mit dem Schwerpunkt Bayern an die Universität Augsburg zurück. 
Wolf ist Begründer der Reihe Editio Bavarica. Im Jahr 2018 erschien sein bisheriges Hauptwerk Bayerische Literaturgeschichte. Von Tassilo bis Gerhard Polt im C.H. Beck-Verlag. Er ist Mitautor des 2020 erschienenen Bandes Deutschland. Globalgeschichte einer Nation.
Klaus Wolf ist Vorsitzender des Vereins Literaturschloss Edelstetten und der Synagogenstiftung Ichenhausen.
2023 wurde er zu den Münchner Turmschreibern berufen.
Wolf ist verheiratet und hat zwei Kinder.